# ماسووویتسه (شهرستان رادومسکو)
ماسووویتسه (به لاتین: Masłowice) یک روستا در لهستان است که در گمینا ماسووویتسه واقع شده‌است.